# Sex Power
Sex Power és una pel·lícula francesa del 1970 escrita i dirigida per Henri Chapier i amb banda sonora de Vangelis. Fou guardonada amb la Conquilla de Plata al millor director al Festival Internacional de Cinema de Sant Sebastià 1970.

## Sinopsi
En plena època hippie, Alain viatja sola per Amèrica per trobar-se i ser lliure. Durant el seu viatge, coneix dones atractives que no aconsegueixen fer-lo oblidar Jane, l'actriu de 20 anys amb qui comparteix la seva vida.
Sex Power és una pel·lícula sobre l'amor i el poder de la imaginació.

## Repartiment
- Jane Birkin: Jane
- Juliette Villard: femme fatale
- Bernadette Lafont: Salomé
- Elga Andersen: Lorelei
- Leila Shenna: La sirena
- Alain Noury: Alain
- Catherine Marshall :

1. ↑  Sex Powere BSO a discogs
2. ↑  Premis del 1970 al web del Festival de Sant Sebastià